# میرو اسلاووف
میرو اسلاووف (اوکراینی: Мирослав Дмитрович Славов؛ زادهٔ ۸ سپتامبر ۱۹۹۰) بازیکن فوتبال و مدل اهل اوکراین است.
از باشگاه‌هایی که در آن بازی کرده‌است می‌توان به باشگاه فوتبال آستریا وین، باشگاه فوتبال راپید وین، باشگاه فوتبال آنژی مخاچ‌قلعه، باشگاه فوتبال بوردو، و باشگاه فوتبال متالورگ دونتسک اشاره کرد.